# 邵清华
邵清华（1918年—2013年），女，江苏武进人，中国政治人物，曾任天津市妇联副主任，中共天津市顾问委员会常委，第三届全国人大代表，第五届全国政协委员。